# Lyn Collins
Lyn Collins (nascida como Gloria Lavern Collins em 12 de junho de 1948 — morta em 13 de março de 2005 por EAM) foi uma cantora americana considerada uma das divas do soul e funk, mais conhecida por trabalhar com James Brown na década de 1970. Duas de suas canções mais famosas, "Rock Me Again And Again" e "Think (About It)", figuraram na trilha sonora do jogo eletrônico Grand Theft Auto: San Andreas, mais precisamente na rádio Master Sounds 98.3. Lyn Collins também canta sucessos como: "Wheel Of Life", "Me And My Baby Got A Good Thing Going", "Mama Feelgood" e "Take Me, Just As I Am". Sua personalidade cantando funk/soul se aproximava muito do estilo de James Brown. Apesar do nome, não possuía parentescos com os irmãos Bootsy e Catfish Collins.